# Referéndum judicial de Puerto Rico de 1960
Un referéndum de reforma judicial tuvo lugar en Puerto Rico el 8 de noviembre de 1960. Los cambios fueron aprobados por el 78,4% de los electores.

## Resultados
| Opción                | Votos   | %    |
| --------------------- | ------- | ---- |
| A favor               | 380 523 | 78,4 |
| En contra             | 104 748 | 21,6 |
| Votos en blanco/nulos |         | –    |
| Total                 | 485 271 | 100  |
| Fuente: Nohlen        |         |      |